# Timothy Akis
Timothy Akis (Tsembaga (Madang), 1944 - 1984) was een Papoea-Nieuw-Guinees kunstenaar. Zijn kunst bestond vooral uit beeldende pen- en inkttekeningen en -batikken.

## Levensloop
Als jonge man werkte hij als tolk voor de antropoloog Georgeda Buchbinder en in die hoedanigheid identificeerde hij planten en dieren door er kleine tekeningen van te maken.
Buchbinder was onder de indruk van zijn creativiteit en bracht Akis in contact met de Australische kunstenaar Georgina Beier. Beier nodigde hem uit in haar studio te komen werken en moedigde hem aan tekeningen vanuit zijn geheugen voort te brengen. Hier ontwikkelde Akis zijn stijl door met de hand spontane bewegingen over het papier te maken en bracht hij een levendig repertoire voort van kasuarissen, hagedissen en andere beesten uit de natuur.
Zes weken later exposeerde Akis als eerste Papoea-Nieuw-Guinees in de Universiteit van Papoea-Nieuw-Guinea. Later exposeerde hij ook wereldwijd, waaronder in Australië, de Verenigde Staten, het Verenigd Koninkrijk, Zwitserland en de Filipijnen. Ook na zijn dood werd zijn werk geëxposeerd, waaronder Mak Bilong Ol in 1990 in de Radboud Universiteit Nijmegen en op andere locaties in Nederland.